# Lista ptaków Norwegii
To jest lista gatunków ptaków zarejestrowanych w Norwegii. Łącznie jest ich 513, z których 1 jest wymarły, 14 globalnie zagrożonych, a 5 - introdukowanych.

## Nury(Gaviidae)
- Nur rdzawoszyi (Gavia stellata)
- Nur czarnoszyi (Gavia arctica)
- Nur lodowiec (Gavia immer)
- Nur białodzioby (Gavia adamsii)

## Perkozowe(Podicipediformes)
- Perkozek zwyczajny (Tachybaptus ruficollis)
- Perkoz grubodzioby (Podilymbus podiceps)
- Perkoz rdzawoszyi (Podiceps grisegena)
- Perkoz dwuczuby (Podiceps cristatus)
- Perkoz rogaty (Podiceps auritus)
- Perkoz zausznik (Podiceps nigricollis)

## Albatrosy(Diomedeidae)
- Albatros czarnobrewy (Thalassarche melanophris)
- Albatros żółtodzioby (Thalassarche chlororhynchos)

## Burzykowate(Procellariidae)
- Fulmar zwyczajny (Fulmarus glacialis)
- Warcabnik (Daption capense)
- Burzyk duży (Calonectris borealis)
- Burzyk wielki (Ardenna gravis)
- Burzyk szary (Ardenna grisea)
- Burzyk północny (Puffinus puffinus)
- Burzyk balearski (Puffinus yelkouan mauretanicus)

## Nawałniki(Hydrobatidae)
- Oceannik żółtopłetwy (Oceanites oceanicus)
- Nawałnik burzowy (Hydrobates pelagicus)
- Nawałnik duży (Hydrobates leucorhous)
- Nawałnik brunatny (Hydrobates monorhis)

## Pelikany(Pelecanidae)
- Pelikan różowy (Pelecanus onocrotalus)
- Pelikan kędzierzawy (Pelecanus crispus)

## Głuptaki(Sulidae)
- Głuptak zwyczajny (Morus bassanus)
- Głuptak czerwononogi (Sula sula)

## Kormorany(Phalacrocoracidae)
- Kormoran zwyczajny (Phalacrocorax carbo)
- Kormoran czubaty (Phalacrocorax aristotelis)

## Czaplowate(Ardeidae)
- Czapla siwa (Ardea cinerea)
- Czapla purpurowa (Ardea purpurea)
- Czapla biała (Ardea alba)
- Czapla nadobna (Egretta garzetta)
- Czapla białoskrzydła (Ardeola bacchus)
- Czapla złotawa (Bubulcus ibis)
- Ślepowron zwyczajny (Nycticorax nycticorax)
- Bączek zwyczajny (Ixobrychus minutus)
- Bąk amerykański (Botaurus lentiginosus)
- Bąk zwyczajny (Botaurus stellaris)

## Bociany(Ciconiidae)
- Bocian czarny (Ciconia nigra)
- Bocian biały (Ciconia ciconia)

## Ibisy(Threskiornithidae)
- Ibis kasztanowaty (Plegadis falcinellus)
- Warzęcha zwyczajna (Platalea leucorodia)

## Flamingi(Phoenicopteridae)
- Flaming różowy (Phoenicopterus roseus)

## Kaczkowate(Anatidae)
- Łabędź niemy (Cygnus olor)
- Łabędź krzykliwy (Cygnus cygnus)
- Łabędź czarnodzioby (Cygnus columbianus)
- Gęś zbożowa (Anser fabalis)
- Gęś krótkodzioba (Anser brachyrhynchus)
- Gęś białoczelna (Anser albifrons)
- Gęś mała (Anser erythropus)
- Gęgawa (Anser anser)
- Gęś tybetańska (Anser indicus)
- Śnieżyca duża (Anser caerulescens)
- Bernikla obrożna (Branta bernicla)
- Bernikla białolica (Branta leucopsis)
- Bernikla kanadyjska (Branta canadensis)
- Bernikla rdzawoszyja (Branta ruficollis)
- Kazarka rdzawa (Tadorna ferruginea)
- Ohar (Tadorna tadorna)
- Świstun zwyczajny (Mareca penelope)
- Świstun amerykański (Mareca americana)
- Krakwa (Mareca strepera)
- Bajkałówka (Sibirionetta formosa)
- Cyraneczka karolińska (Anas carolinensis)
- Cyraneczka zwyczajna (Anas crecca)
- Krzyżówka (Anas platyrhynchos)
- Brązówka (Anas rubripes)
- Rożeniec zwyczajny (Anas acuta)
- Cyranka zwyczajna (Spatula querquedula)
- Cyranka modroskrzydła (Spatula discors)
- Płaskonos zwyczajny (Spatula clypeata)
- Hełmiatka zwyczajna (Netta rufina)
- Głowienka zwyczajna (Aythya ferina)
- Czerniczka (Aythya collaris)
- Podgorzałka zwyczajna (Aythya nyroca)
- Czernica (Aythya fuligula)
- Ogorzałka zwyczajna (Aythya marila)
- Edredon zwyczajny (Somateria mollissima)
- Edredon turkan (Somateria spectabilis)
- Edredon okularowy (Somateria fischeri)
- Birginiak (Polysticta stelleri)
- Kamieniuszka (Histrionicus histrionicus)
- Lodówka (Clangula hyemalis)
- Markaczka zwyczajna (Melanitta nigra)
- Uhla pstrodzioba (Melanitta perspicillata)
- Uhla zwyczajna (Melanitta fusca)
- Gągoł (Bucephala clangula)
- Sierpiec (Bucephala islandica)
- Bielaczek (Mergellus albellus)
- Kapturnik (Lophodytes cucullatus)
- Szlachar (Mergus serrator)
- Nurogęś (Mergus merganser)
- Sterniczka jamajska (Oxyura jamaicensis)

## Rybołowy(Pandionidae)
- Rybołów zwyczajny (Pandion haliaetus)

## Jastrzębiowate(Accipitridae)
- Trzmielojad zwyczajny (Pernis apivorus)
- Kania ruda (Milvus milvus)
- Kania czarna (Milvus migrans)
- Bielik wschodni (Haliaeetus leucoryphus)
- Bielik zwyczajny (Haliaeetus albicilla)
- Ścierwnik (Neophron percnopterus)
- Sęp płowy (Gyps fulvus)
- Błotniak stawowy (Circus aeruginosus)
- Błotniak zbożowy (Circus cyaneus)
- Błotniak stepowy (Circus macrourus)
- Błotniak łąkowy (Circus pygargus)
- Krogulec zwyczajny (Accipiter nisus)
- Jastrząb zwyczajny (Accipiter gentilis)
- Myszołów zwyczajny (Buteo buteo)
- Kurhannik (Buteo rufinus)
- Myszołów włochaty (Buteo lagopus)
- Orlik krzykliwy (Clanga pomarina)
- Orzeł stepowy (Aquila nipalensis)
- Orzeł przedni (Aquila chrysaetos)
- Orzełek włochaty (Hieraaetus pennatus)

## Sokołowate(Falconidae)
- Pustułka zwyczajna (Falco tinnunculus)
- Kobczyk zwyczajny (Falco vespertinus)
- Drzemlik (Falco columbarius)
- Kobuz (Falco subbuteo)
- Białozór (Falco rusticolus)
- Sokół wędrowny (Falco peregrinus)

## Głuszcowate(Tetraonidae)
- Pardwa mszarna (Lagopus lagopus)
- Pardwa górska (Lagopus muta)
- Głuszec zwyczajny (Tetrao urogallus)
- Cietrzew zwyczajny (Lyrurus tetrix)
- Jarząbek zwyczajny (Tetrastes bonasia)

## Kurowate(Phasianidae)
- Góropatwa azjatycka (Alectoris chukar)
- Kuropatwa zwyczajna (Perdix perdix)
- Przepiórka zwyczajna (Coturnix coturnix)
- Bażant zwyczajny (Phasianus colchicus)

## Żurawie(Gruidae)
- Żuraw stepowy (Grus virgo)
- Żuraw zwyczajny (Grus grus)

## Chruściele(Rallidae)
- Wodnik zwyczajny (Rallus aquaticus)
- Derkacz zwyczajny (Crex crex)
- Zielonka (Zapornia parva)
- Kropiatka (Porzana porzana)
- Sułtanka amerykańska (Porphyrio martinicus)
- Kokoszka zwyczajna (Gallinula chloropus)
- Łyska zwyczajna (Fulica atra)

## Dropie(Otidiformes)
- Drop zwyczajny (Otis tarda)
- Strepet (Tetrax tetrax)

## Ostrygojady(Haematopodidae)
- Ostrygojad zwyczajny (Haematopus ostralegus)

## Szczudłonogi(Recurvirostridae)
- Szczudłak zwyczajny (Himantopus himantopus)
- Szablodziób zwyczajny (Recurvirostra avosetta)

## Kulony(Burhinidae)
- Kulon zwyczajny (Burhinus oedicnemus)

## Żwirowcowate(Glareolidae)
- Rączak zwyczajny (Cursorius cursor)
- Żwirowiec łąkowy (Glareola pratincola)
- Żwirowiec stepowy (Glareola nordmanni)

## Sieweczkowate(Charadriidae)
- Czajka zwyczajna (Vanellus vanellus)
- Siewka złotawa (Pluvialis fulva)
- Siewka szara (Pluvialis dominica)
- Siewka złota (Pluvialis apricaria)
- Siewnica (Pluvialis squatarola)
- Sieweczka obrożna (Charadrius hiaticula)
- Sieweczka rzeczna (Charadrius dubius)
- Sieweczka krzykliwa (Charadrius vociferus)
- Sieweczka piaskowa (Charadrius pecuarius)
- Sieweczka morska (Charadrius alexandrinus)
- Sieweczka mongolska (Charadrius mongolus)
- Sieweczka pustynna (Charadrius leschenaultii)
- Sieweczka długonoga (Charadrius asiaticus)
- Mornel (Eudromias morinellus)

## Bekasowate(Scolopacidae)
- Słonka zwyczajna (Scolopax rusticola)
- Bekasik (Lymnocryptes minimus)
- Bekas dubelt (Gallinago media)
- Bekas kszyk (Gallinago gallinago)
- Szlamiec krótkodzioby (Limnodromus griseus)
- Szlamiec długodzioby (Limnodromus scolopaceus)
- Rycyk (Limosa limosa)
- Szlamnik zwyczajny (Limosa lapponica)
- Kulik krótkodzioby (Numenius minutus)
- Kulik mniejszy (Numenius phaeopus)
- Kulik wielki (Numenius arquata)
- Brodziec śniady (Tringa erythropus)
- Krwawodziób (Tringa totanus)
- Brodziec pławny (Tringa stagnatilis)
- Kwokacz (Tringa nebularia)
- Brodziec piegowaty (Tringa melanoleuca)
- Brodziec żółtonogi (Tringa flavipes)
- Samotnik (Tringa ochropus)
- Łęczak (Tringa glareola)
- Terekia (Xenus cinereus)
- Brodziec piskliwy (Actitis hypoleucos)
- Brodziec plamisty (Actitis macularius)
- Błotowiec (Tringa semipalmata)
- Kamusznik zwyczajny (Arenaria interpres)
- Biegus wielki (Calidris tenuirostris)
- Biegus rdzawy (Calidris canutus)
- Piaskowiec (Calidris alba)
- Biegus tundrowy (Calidris pusilla)
- Biegus rdzawoszyi (Calidris ruficollis)
- Biegus malutki (Calidris minuta)
- Biegus mały (Calidris temminckii)
- Biegus białorzytny (Calidris fuscicollis)
- Biegus długoskrzydły (Calidris bairdii)
- Biegus arktyczny (Calidris melanotos)
- Biegus ostrosterny (Calidris acuminata)
- Biegus krzywodzioby (Calidris ferruginea)
- Biegus zmienny (Calidris alpina)
- Biegus morski (Calidris maritima)
- Biegus brodźcowaty (Calidris himantopus)
- Biegus płaskodzioby (Calidris falcinellus)
- Biegus płowy (Calidris subruficollis)
- Batalion (Calidris pugnax)
- Płatkonóg trójbarwny (Steganopus tricolor)
- Płatkonóg szydłodzioby (Phalaropus lobatus)
- Płatkonóg płaskodzioby (Phalaropus fulicarius)

## Wydrzyki(Stercorariidae)
- Wydrzyk wielki (Stercorarius skua)
- Wydrzyk tęposterny (Stercorarius pomarinus)
- Wydrzyk ostrosterny (Stercorarius parasiticus)
- Wydrzyk długosterny (Stercorarius longicaudus)

## Mewowate(Laridae)
- Mewa siwa (Larus canus)
- Mewa delawarska (Larus delawarensis)
- Mewa siodłata (Larus marinus)
- Mewa blada (Larus hyperboreus)
- Mewa polarna (Larus glaucoides)
- Mewa srebrzysta (Larus argentatus)
- Mewa żółtonoga (Larus fuscus)
- Mewa orlica (Ichthyaetus ichthyaetus)
- Mewa czarnogłowa (Ichthyaetus melanocephalus)
- Mewa śmieszka (Chroicocephalus ridibundus)
- Mewa kanadyjska (Chroicocephalus philadelphia)
- Mewa preriowa (Leucophaeus pipixcan)
- Mewa mała (Hydrocoloeus minutus)
- Mewa modrodzioba (Pagophila eburnea)
- Mewa różowa (Rhodostethia rosea)
- Mewa obrożna (Xema sabini)
- Mewa trójpalczasta (Rissa tridactyla)

## Rybitwy(Sterninae)
- Rybitwa krótkodzioba (Gelochelidon nilotica)
- Rybitwa wielkodzioba (Hydroprogne caspia)
- Rybitwa czubata (Thalasseus sandvicensis)
- Rybitwa królewska (Thalasseus maximus)
- Rybitwa różowa (Sterna dougallii)
- Rybitwa rzeczna (Sterna hirundo)
- Rybitwa popielata (Sterna paradisaea)
- Rybitwa białoczelna (Sternula albifrons)
- Rybitwa czarnogrzbieta (Onychoprion fuscatus)
- Rybitwa białowąsa (Chlidonias hybrida)
- Rybitwa białoskrzydła (Chlidonias leucopterus)
- Rybitwa czarna (Chlidonias niger)
- Rybołówka brunatna (Anous stolidus)

## Alki(Alcidae)
- Alczyk (Alle alle)
- Nurzyk zwyczajny (Uria aalge)
- Nurzyk polarny (Uria lomvia)
- Alka zwyczajna (Alca torda)
- Alka olbrzymia (Pinguinus impennis)
- Nurnik zwyczajny (Cepphus grylle)
- Maskonur zwyczajny (Fratercula arctica)

## Stepówki(Pteroclidiformes)
- Pustynnik zwyczajny (Syrrhaptes paradoxus)

## Gołębiowate(Columbidae)
- Gołąb skalny (Columba livia)
- Siniak (Columba oenas)
- Grzywacz (Columba palumbus)
- Turkawka zwyczajna (Streptopelia turtur)
- Turkawka wschodnia (Streptopelia orientalis)
- Sierpówka (Streptopelia decaocto)

## Kukułkowate(Cuculidae)
- Kukułka czubata (Clamator glandarius)
- Kukułka zwyczajna (Cuculus canorus)
- Kukawik żółtodzioby (Coccyzus americanus)

## Płomykówkowate(Tytonidae)
- Płomykówka zwyczajna (Tyto alba)

## Puszczykowate(Strigidae)
- Syczek zwyczajny (Otus scops)
- Puchacz zwyczajny (Bubo bubo)
- Puchacz śnieżny (Bubo scandiacus)
- Puszczyk zwyczajny (Strix aluco)
- Puszczyk uralski (Strix uralensis)
- Puszczyk mszarny (Strix nebulosa)
- Sowa jarzębata (Surnia ulula)
- Sóweczka zwyczajna (Glaucidium passerinum)
- Pójdźka zwyczajna (Athene noctua)
- Włochatka zwyczajna (Aegolius funereus)
- Uszatka zwyczajna (Asio otus)
- Uszatka błotna (Asio flammeus)

## Lelkowate(Caprimulgidae)
- Lelek zwyczajny (Caprimulgus europaeus)

## Jerzykowate(Apodidae)
- Igłosternik białogardły (Hirundapus caudacutus)
- Jerzyk alpejski (Tachymarptis melba)
- Jerzyk zwyczajny (Apus apus)
- Jerzyk blady (Apus pallidus)
- Jerzyk widłosterny (Apus caffer)

## Zimorodkowate(Alcedinidae)
- Zimorodek zwyczajny (Alcedo atthis)

## Żołny(Meropidae)
- Żołna zwyczajna (Merops apiaster)

## Kraski(Coraciidae)
- Kraska zwyczajna (Coracias garrulus)

## Dudki(Upupidae)
- Dudek zwyczajny (Upupa epops)

## Dzięciołowate(Picidae)
- Krętogłów zwyczajny (Jynx torquilla)
- Dzięciołek (Dendrocopos minor)
- Dzięcioł białogrzbiety (Dendrocopos leucotos)
- Dzięcioł duży (Dendrocopos major)
- Dzięcioł trójpalczasty (Picoides tridactylus)
- Dzięcioł czarny (Dryocopus martius)
- Dzięcioł zielony (Picus viridis)
- Dzięcioł zielonosiwy (Picus canus)

## Skowronki(Alaudidae)
- Kalandra szara (Melanocorypha calandra)
- Kalandra dwuplamista (Melanocorypha bimaculata)
- Skowronek białoskrzydły (Alauda leucoptera)
- Skowrończyk krótkopalcowy (Calandrella brachydactyla)
- Skowrończyk mały (Alaudala rufescens)
- Dzierlatka zwyczajna (Galerida cristata)
- Lerka (Lullula arborea)
- Skowronek zwyczajny (Alauda arvensis)
- Górniczek zwyczajny (Eremophila alpestris)

## Jaskółkowate(Hirundinidae)
- Brzegówka zwyczajna (Riparia riparia)
- Dymówka (Hirundo rustica)
- Jaskółka rudawa (Cecropis daurica)
- Oknówka zwyczajna (Delichon urbicum)

## Pliszkowate(Motacillidae)
- Pliszka siwa (Motacilla alba)
- Pliszka cytrynowa (Motacilla citreola)
- Pliszka żółta (Motacilla flava)
- Pliszka górska (Motacilla cinerea)
- Świergotek szponiasty (Anthus richardi)
- Świergotek polny (Anthus campestris)
- Świergotek stepowy (Anthus godlewskii)
- Świergotek drzewny (Anthus trivialis)
- Świergotek tajgowy (Anthus hodgsoni)
- Świergotek tundrowy (Anthus gustavi)
- Świergotek łąkowy (Anthus pratensis)
- Świergotek rdzawogardły (Anthus cervinus)
- Świergotek nadmorski (Anthus petrosus)
- Siwerniak (Anthus spinoletta)

## Mysikróliki(Regulidae)
- Mysikrólik zwyczajny (Regulus regulus)
- Zniczek zwyczajny (Regulus ignicapilla)

## Jemiołuszki(Bombycillidae)
- Jemiołuszka zwyczajna (Bombycilla garrulus)

## Pluszcze(Cinclidae)
- Pluszcz zwyczajny (Cinclus cinclus)

## Strzyżyki(Troglodytidae)
- Strzyżyk zwyczajny (Troglodytes troglodytes)

## Płochacze(Prunellidae)
- Płochacz halny (Prunella collaris)
- Płochacz syberyjski (Prunella montanella)
- Płochacz pokrzywnica (Prunella modularis)

## Drozdowate(Turdidae)
- Drozdaczek ciemny (Geokichla sibirica)
- Drozdoń pstry (Zoothera dauma)
- Drozdek szarolicy (Catharus minimus)
- Drozdek okularowy (Catharus ustulatus)
- Drozd obrożny (Turdus torquatus)
- Kos zwyczajny (Turdus merula)
- Drozd oliwkowy (Turdus obscurus)
- Drozd rdzawogardły (Turdus ruficollis)
- Drozd rdzawoskrzydły (Turdus eunomus)
- Kwiczoł (Turdus pilaris)
- Droździk (Turdus iliacus)
- Drozd śpiewak (Turdus philomelos)
- Paszkot (Turdus viscivorus)
- Drozd wędrowny (Turdus migratorius)

## Świerszczaki(Locustellidae)
- Świerszczak nakrapiany (Locustella lanceolata)
- Świerszczak zwyczajny (Locustella naevia)
- Świerszczak melodyjny (Locustella certhiola)
- Strumieniówka (Locustella fluviatilis)
- Brzęczka (Locustella luscinioides)

## Trzciniaki(Acrocephalidae)
- Wodniczka (Acrocephalus paludicola)
- Rokitniczka (Acrocephalus schoenobaenus)
- Trzcinniczek kaspijski (Acrocephalus agricola)
- Trzcinniczek zwyczajny (Acrocephalus scirpaceus)
- Zaroślówka (Acrocephalus dumetorum)
- Łozówka (Acrocephalus palustris)
- Trzciniak zwyczajny (Acrocephalus arundinaceus)
- Zaganiacz mały (Iduna caligata)
- Zaganiacz blady (Iduna pallida)
- Zaganiacz szczebiotliwy (Hippolais polyglotta)
- Zaganiacz zwyczajny (Hippolais icterina)

## Świstunki(Phylloscopidae)
- Piecuszek (Phylloscopus trochilus)
- Pierwiosnek (Phylloscopus collybita)
- Świstunka górska (Rhadina bonelli)
- Świstunka leśna (Rhadina sibilatrix)
- Świstunka brunatna (Phylloscopus fuscatus)
- Świstunka grubodzioba (Phylloscopus schwarzi)
- Świstunka żółtawa (Abrornis inornatus)
- Świstunka ałtajska (Abrornis humei)
- Świstunka północna (Seicercus borealis)
- Wójcik (Seicercus trochiloides)

## Pokrzewkowate(Sylviidae)
- Kapturka (Sylvia atricapilla)
- Gajówka (Sylvia borin)
- Cierniówka (Curruca communis)
- Piegża (Curruca curruca)
- Jarzębatka (Curruca nisoria)
- Pokrzewka wąsata (Curruca cantillans)
- Pokrzewka aksamitna (Curruca melanocephala)

## Muchołówkowate(Muscicapidae)
- Nagórnik zwyczajny (Monticola saxatilis)
- Muchołówka szara (Muscicapa striata)
- Muchołówka żałobna (Ficedula hypoleuca)
- Muchołówka białoszyja (Ficedula albicollis)
- Muchołówka mała (Ficedula parva)
- Rudzik (Erithacus rubecula)
- Słowik szary (Luscinia luscinia)
- Słowik rdzawy (Luscinia megarhynchos)
- Podróżniczek (Luscinia svecica)
- Modraczek zwyczajny (Tarsiger cyanurus)
- Iranka (Irania gutturalis)
- Drozdówka rdzawa (Cercotrichas galactotes)
- Kopciuszek zwyczajny (Phoenicurus ochruros)
- Pleszka zwyczajna (Phoenicurus phoenicurus)
- Kląskawka syberyjska (Saxicola maurus)
- Pokląskwa (Saxicola rubetra)
- Kląskawka zwyczajna (Saxicola rubicola)
- Białorzytka żałobna (Oenanthe leucura)
- Białorzytka zwyczajna (Oenanthe oenanthe)
- Białorzytka pstra (Oenanthe pleschanka)
- Białorzytka rdzawa (Oenanthe hispanica)
- Białorzytka pustynna (Oenanthe deserti)
- Białorzytka płowa (Oenanthe isabellina)

## Wąsatka(Panuridae)
- Wąsatka (Panurus biarmicus)

## Raniuszki(Aegithalidae)
- Raniuszek zwyczajny (Aegithalos caudatus)

## Sikory(Paridae)
- Sikora uboga (Poecile palustris)
- Czarnogłówka zwyczajna (Poecile montanus)
- Sikora północna (Poecile cinctus)
- Sosnówka (Periparus ater)
- Czubatka europejska (Lophophanes cristatus)
- Bogatka zwyczajna (Parus major)
- Modraszka zwyczajna (Cyanistes caeruleus)

## Kowalikowate(Sittidae)
- Kowalik zwyczajny (Sitta europaea)

## Pełzacze(Certhiidae)
- Pełzacz leśny (Certhia familiaris)

## Remizy(Remizidae)
- Remiz zwyczajny (Remiz pendulinus)

## Wilgowate(Oriolidae)
- Wilga zwyczajna (Oriolus oriolus)

## Dzierzby(Laniidae)
- Gąsiorek (Lanius collurio)
- Dzierzba pustynna (Lanius isabellinus)
- Srokosz (Lanius excubitor)
- Dzierzba śródziemnomorska (Lanius meridionalis)
- Dzierzba czarnoczelna (Lanius minor)
- Dzierzba rudogłowa (Lanius senator)

## Krukowate(Corvidae)
- Sójka syberyjska (Perisoreus infaustus)
- Sójka zwyczajna (Garrulus glandarius)
- Sroka zwyczajna (Pica pica)
- Orzechówka zwyczajna (Nucifraga caryocatactes)
- Kawka zwyczajna (Corvus monedula)
- Gawron (Corvus frugilegus)
- Czarnowron (Corvus corone corone)
- Kruk zwyczajny (Corvus corax)
- Wrona siwa (Corvus corone)

## Szpakowate(Sturnidae)
- Szpak mandżurski (Agropsar sturninus)
- Pasterz (Pastor roseus)
- Szpak zwyczajny (Sturnus vulgaris)

## Lasówki(Parulidae)
- Lasówka pstra (Setophaga coronata)

## Trznadle(Emberizidae)
- Trznadel zwyczajny (Emberiza citrinella)
- Trznadel białogłowy (Emberiza leucocephalos)
- Trznadel popielaty (Emberiza cineracea)
- Ortolan (Emberiza hortulana)
- Trznadelek (Schoeniclus pusillus)
- Trznadel czubaty (Schoeniclus rusticus)
- Trznadel złotawy (Schoeniclus aureolus)
- Trznadel czarnogłowy (Granativora melanocephala)
- Trznadel rudogłowy (Emberiza bruniceps)
- Potrzos zwyczajny (Schoeniclus schoeniclus)
- Potrzeszcz (Emberiza calandra)
- Pasówka śpiewna (Melospiza melodia)
- Junko zwyczajny (Junco hyemalis)

## Poświerki(Calcariidae)
- Poświerka zwyczajna (Calcarius lapponicus)
- Śnieguła zwyczajna (Plectrophenax nivalis)

## Kardynały(Cardinalidae)
- Łuszcz strojny (Pheucticus ludovicianus)
- Łuszczyk błękitny (Passerina caerulea)
- Łuszczyk czarnogardły (Spiza americana)

## Kacykowate(Icteridae)
- Ryżojad (Dolichonyx oryzivorus)
- Żółtogłowiec (Xanthocephalus xanthocephalus)
- Starzyk brunatnogłowy (Molothrus ater)
- Kacyk północny (Icterus galbula)
- Kacyk złotobrewy (Icterus bullocki)

## Łuszczakowate(Fringillidae)
- Zięba zwyczajna (Fringilla coelebs)
- Jer (Fringilla montifringilla)
- Łuskowiec (Pinicola enucleator)
- Dziwonia zwyczajna (Erythrina erythrinus)
- Krzyżodziób sosnowy (Loxia pytyopsittacus)
- Krzyżodziób świerkowy (Loxia curvirostra)
- Krzyżodziób modrzewiowy (Loxia leucoptera)
- Dzwoniec zwyczajny (Chloris chloris)
- Czeczotka zwyczajna (Acanthis flammea)
- Czeczotka tundrowa (Acanthis hornemanni)
- Czyż zwyczajny (Spinus spinus)
- Szczygieł (Carduelis carduelis)
- Rzepołuch (Linaria flavirostris)
- Makolągwa zwyczajna (Linaria cannabina)
- Kulczyk zwyczajny (Serinus serinus)
- Gil zwyczajny (Pyrrhula pyrrhula)
- Grubodziób zwyczajny (Coccothraustes coccothraustes)
- Grubodziób białoskrzydły (Hesperiphona vespertina)

## Wróble(Passeridae)
- Wróbel zwyczajny (Passer domesticus)
- Wróbel śródziemnomorski (Passer hispaniolensis)
- Mazurek (Passer montanus)